# SEM 35
Das SEM 35, Sender/Empfänger, mobil 35 ist ein volltransistoriertes tragbares Sprechfunkgerät, das in der Bundeswehr genutzt wurde.

## Allgemeines
Das SEM 35, das die tragbare Variante des SEM 25 darstellt, jedoch nur mit schaltbaren 1 W bzw. 150 mW, kann mit seiner sparsameren Stromverwaltung und den abnehmbaren Batteriekasten als tragbares Funksprechgerät oder als Relaisstelle und mit Fahrzeugmontagesatz (Mounting) / Grundplatte verwendet werden.

## Vorgeschichte
Die Anfangsausstattung der Bundeswehr mit tragbaren Funkgeräten PRC-8, PRC-9 und PRC-10 des Heeres bestand aus amerikanischen Geräten, die bereits im Zweiten Weltkrieg eingesetzt waren. Das amerikanische Funkkonzept beruhte damals auf Kommunikationstechniken, die an die amerikanische Befehlstaktik angelehnt die Funkgeräte so konzipierte, das einzelne Typen nur innerhalb bestimmter Nutzerkreise (z. B. Kommunikation der Kampftruppe, Kommunikation zur Artillerieunterstützung oder Luftnahunterstützung) genutzt werden konnten.
Die Frequenzbereiche der einzelnen Typen überlappten sich nur wenig.
Damit waren quasi Funkkreise von vornherein durch die Nutzung bestimmter Geräte vorgegeben. Dieses war für die in Bundeswehr genutzte Auftragstaktik nicht geeignet. Ferner waren die Geräte groß, schwer und hatten nur eine geringe Reichweite.
Dieses war die Ausgangslage für die Einführung einer Folgegeneration taktischer Funkgeräte die mit dem SEM 25, EM 25 und SEM 35 Anfang der 1960er Jahre angestoßen wurde und ab 1965 zur Einführung kam.

## Komponenten
Das Gerät besteht im mobilen Trageeinsatz aus Sender-Empfänger-Gehäuse inkl. Batteriebehälter und wiegt dabei ohne Batterien 8,4 kg.
Zwei Ergänzungssätze ermöglichen den Einsatz des Geräts zu unterschiedlichen Zwecken.
Zum Ergänzungssatz 5 gehören hierbei neben der Rückentragetasche eine kurze und eine lange Antenne mit den jeweiligen Antennenfüßen sowie ein Handapparat, üblicherweise wie auch bei dem SEM 25 das H-33F/PT aus der H-33-Serie sowie ein Batteriekasten für zwölf handelsübliche Monobatterien 1,5 V (BA 30) zu insgesamt 18 V.
Im Ergänzungssatz 3 befindet sich die Grundplatte für den Fahrzeugeinbau mit den Abmessungen 222 mm × 298 mm × 365 mm wiegt nochmals 7,71 kg. Im eingebauten Zustand wird das Gerät über das 24-V-LKW-Bordstromnetz betrieben, jedoch mit einer separaten 24 V/45 Ah Funkbatterie in einem separaten Batteriekasten.
Befestigungsgrid für die Grundplatte, Handsprechapparat, Lautsprecher, Funkbatteriekasten, Fahrzeugantennen, Antennenabstimmgerät (AGAT) und Fahrzeugverkabelung befinden sich in den jeweiligen Fahrzeugeinrüstungssätzen.
Mit einem Relaiszusatz können zwei SEM 35 im Relaisbetrieb verwendet werden.
Das SEM 35 ist erschütterungsbeständig und druckwasserdicht.

## Betrieb
Es kann stationär oder im Fahrzeug mit fester Antenne verwendet werden, hierzu gibt es wie bei dem SEM 25, einen Antennenkoppler „AGAT“, das Fehlanpassungen mittels Kapazitivität „C“ bzw. Induktivität „L“ (einstellbar per 2,5-mm-Vierkantschlüssel, vgl. Großuhrenschlüssel Größe 1), ausgeglichen werden. Das AGAT, angeschlossen an die Grundplatte, wird mittels eines Steuerkabels auf die eingestellte Frequenz gestellt, der übliche Antennenfuß ist der MP-65, auf dem Stäbe mit der jeweiligen Länge von je 1 m bzw. je 50 cm gesteckt werden. Für den Funkbetrieb auf dem 10-Meter-Band und 6-Meter-Band eignen sich 3 × 1-m-Stäbe für Lambda/4 und Lambda/2. Das AGAT sollte mittels SWR-Meter in 1-MHz-Schritten auf die verwendeten Bänder eingestellt werden. Portabel, aufgestellt oder im Tornister, gibt es einen flexiblen Antennenfuß (22 cm lang), auf den eine flexible Blattantenne geschraubt werden kann (75 cm lang) oder eine lange Steckantenne (2,66 m) für mehr Reichweite mit einem halbstarren, federnden Antennenfuß (22 cm lang). Diese Antennen sind resonant für den ganzen Frequenzbereich. Die Reichweite beträgt im Stand (Steckantenne mit großer Leistung) etwa 30 km.
Handelsübliche Trockenbatterien mit einer durchschnittlichen Kapazität von 16 Ah erlauben es, das Gerät im Standbybetrieb (ca. 110 mA) mit geschlossener Rauschsperre sechs Tage zu betreiben. Der Verbrauch mit kleiner Leistung liegt bei 390 mA bzw. mit großer Leistung (1 W PEP) 560 mA, was einem theoretischen Dauerbetrieb (laut TDv sollte diese jedoch <10 % der Standbyzeit liegen) von zwei bzw. einem Tag entspricht.

## Besonderheiten

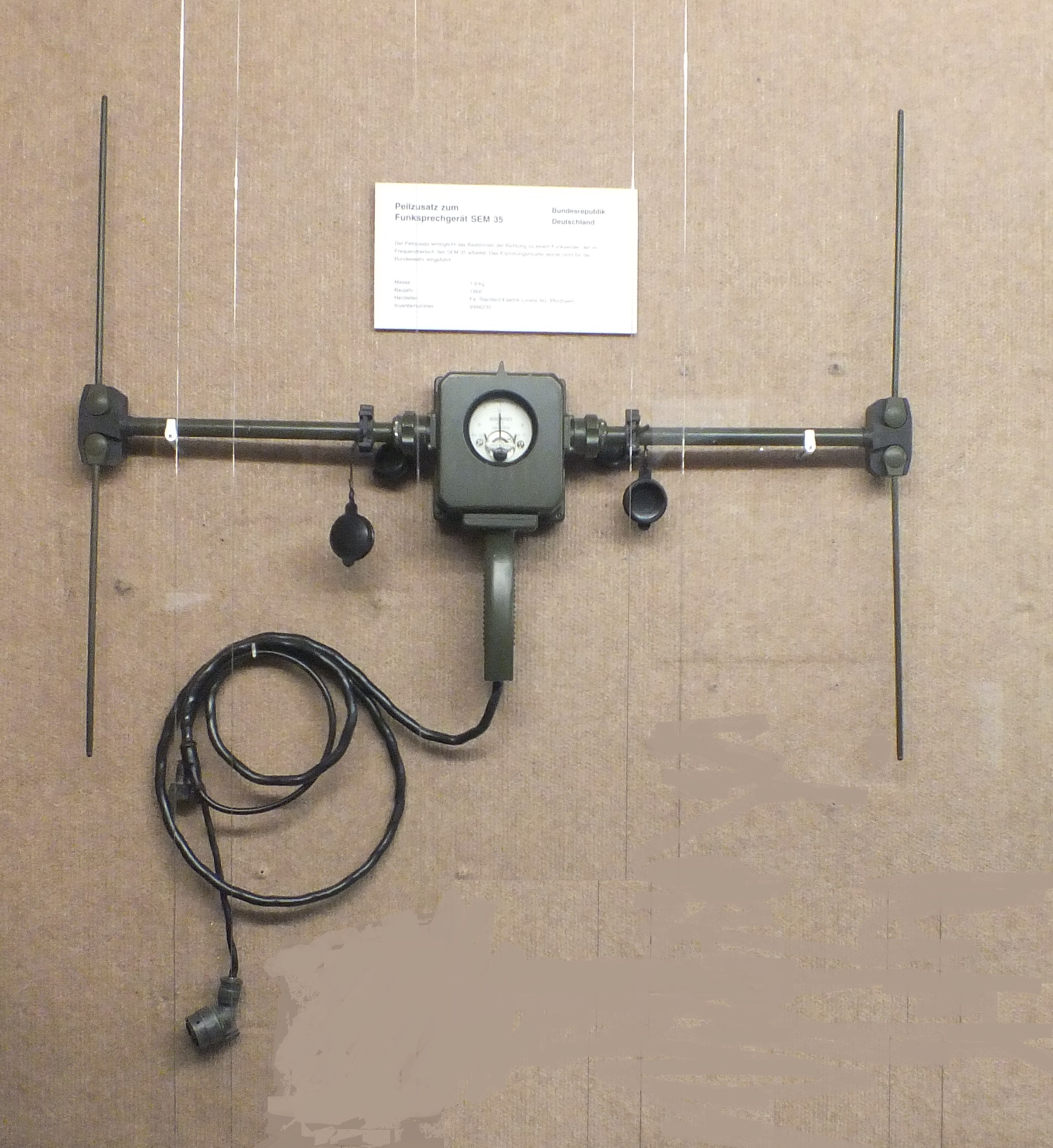
Peilzusatz SEM 35

Für das SEM 35 wurde ein Peilzusatz entwickelt, der die Richtung zu einem Funksender der im Frequenzbereich des SEM 35 arbeitet, bestimmen konnte. Das 1966 entwickelte 1,9 kg schwere Modul der Firma SEL wurde jedoch nicht eingeführt.
Für die Ausbildung gibt es den Funkstörsimulator ECM/FSS 209, der zwischen Handapparat und den Mikrofoneingang des Transceivers oder einer Lehranlage geschaltet werden kann.

## Aussonderung
Mit Einführung der Funkgerätegeneration SEM 80/90 als Ersatz für das SEM 25 und SEM 70 für das SEM 35 wurden die Geräte ab 1986 aus dem Feldheer ausgemustert und noch eine Zeit im Territorialheer genutzt.
Ab den 2000er Jahren dürften sie keine Verwendung in der Truppe mehr finden. Die Geräte wurden mit Masse über die VEBEG veräußert und werden heute von Sammlern gesucht und durch Amateurfunker in rechtlich zulässigem Rahmen genutzt.